# Gordonia lanceifolia
Gordonia lanceifolia là một loài thực vật có hoa trong họ Theaceae. Loài này được Burkill mô tả khoa học đầu tiên năm 1917.